# Adolph Dietrich Weber
Adolph Dietrich Weber, auch häufig Adolf Dietrich Weber (* 17. Juni 1753 in Rostock; † 18. November 1817 ebenda) war ein deutscher Rechtswissenschaftler und Hochschullehrer.

## Leben
Adolph Dietrich Weber war Sohn des Rostocker Syndikus Isaac Joachim Weber. Er erhielt bis 1768 Privatunterricht, unter anderem von Gustav Schadeloock. Anschließend nahm er an der Universität Rostock das Studium der Rechtswissenschaft auf. 1770 wechselte er an die Universität Jena, an der er insbesondere unter dem Einfluss von Karl Friedrich Walch stand. 1771 wurde er als Mitglied in das Disputierkollegium aufgenommen, das unter Walchs Vorsitz stand. 1773 kehrte er in seine Heimatstadt zurück. Er betrieb weiter Studien der Rechtswissenschaft und wurde in Rostock 1775 Advokat sowie Prokurator bei der Justizkanzlei und dem städtischen Obergericht. 1776 wurde er an der Juristischen Fakultät der Universität Bützow mit der Dissertation De Sententiis et re iudicata, intuitu Principis ac legis nouae zum Dr. iur. promoviert. Im gleichen Jahr erfolgte seine Habilitation an der Rostocker Universität, an der er fortan als Privatdozent lehrte.
Weber folgte 1784 einem Ruf als außerordentlicher Professor der Rechte an die Universität Kiel. Dort wurde ihm ebenso 1784 das Amt des Universitätssydikus übertragen. 1786 erhielt er in Kiel die ordentliche Professur für Kriminalprozess, Römisches Recht und Zivilprozessrecht.
Weber folgte 1791 einem Ruf als herzoglicher Professor der Rechte und ging zurück an die Universität Rostock. Er lehrte das Zivilrecht, wobei er einen reichen Kenntnisschatz über das Römische Recht und das Deutsche Recht gehabt haben soll. In Rostock lehrte er bis an sein Lebensende. Er hatte zwischen 1792 und 1816 sieben Mal das Amt des Dekans inne. Ab 1814 war er außerdem Vizepräsident des herzoglich-mecklenburgischen Konsistoriums.
Ein Porträt ist in der Aula des Hauptgebäudes der Universität Rostock zu sehen.
Sein jüngerer Bruder (Johann Joachim) Heinrich Weber (* 24. Mai 1757 in Rostock; † 15. Juni 1826 in Stavenhagen) wurde ebenfalls Jurist und war Amthauptmann im  Domanialamt Stavenhagen. Er war ein Pate des niederdeutschen Schriftstellers Fritz Reuter und als „Amthauptmann Weber“ literarische Figur in Reuters Ut de Franzosentid (1859).

## Werke (Auswahl)
- Reflexionen zum heutigen Gebrauch des Römischen Rechts. Schwerin, Wismar und Bützow 1782.
- Systematische Entwicklung der Lehre von den natürlichen Verbindlichkeiten und deren gerichtlicher Wirkung. 3 Bände. Bödner, Schwerin 1784–1787.
- Beiträge zu der Lehre von gerichtlichen Klagen und Einreden. 3 Stücke. Bödner, Schwerin 1789.
- Ueber Injurien und Schmähschriften. 3 Bände. Bödner, Schwerin und Wismar 1793–1800.
- Ueber die Verbindlichkeit zur Beweisführung im Civilprozeß. Halle 1805.